# منصور حاجيان
منصور حاجيان ، وهو لاعب كرة قدم إيراني سابق ومركزه لاعب وسط ، شارك مع منتخب بلاده في دورة الألعاب الآسيوية سنة 1951م، حيث حصل مع زملائه على الميدالية الفضية بعد خسارته أمام المنتخب الهندي.